# Inhibidor de la recaptación de serotonina
Un inhibidor de la recaptación de serotonina (por sus siglas en inglés, SRI) es un tipo de fármaco que actúa como un inhibidor de la recaptación del neurotransmisor serotonina (5-hidroxitriptamina o 5-HT) al bloquear la acción del transportador de serotonina (SERT). Esto a su vez conduce a un aumento de las concentraciones extracelulares de serotonina y, por tanto, a un aumento de la neurotransmisión serotoninérgica . Es un tipo de inhibidor de la recaptación de monoaminas, que incluyen inhibidores de la recaptación de dopamina e inhibidores de la recaptación de norepinefrina.
Los SRI no son sinónimos de inhibidores selectivos de la recaptación de serotonina (ISRS), ya que este último término suele utilizarse para describir la clase de antidepresivos del mismo nombre y porque los SRI, a diferencia de los ISRS, pueden ser selectivos o no selectivos en su acción. Por ejemplo, la cocaína, que inhibe de forma no selectiva la recaptación de serotonina, norepinefrina y dopamina, es un SRI pero no un ISRS.
Los SRI se usan predominantemente como antidepresivos (por ej., ISRS, SNRI y TCA), aunque también se usan comúnmente en el tratamiento de otras afecciones psicológicas, como los trastornos de ansiedad y trastornos alimentarios. Con menos frecuencia, los SRI también se usan para tratar una variedad de otras afecciones médicas, incluido dolor neuropático y fibromialgia (por ej., duloxetina, milnacipran), y la eyaculación precoz (por ej., dapoxetina), así como para medicamentos usados para hacer dieta (como es el caso de la sibutramina). Además, algunos fármacos utilizados clínicamente, como la clorfeniramina, el dextrometorfano y la metadona, poseen propiedades SRI secundarias a sus mecanismo principal de acción y esto contribuye a sus efectos secundarios y perfiles de interacción farmacológica.
Un tipo de fármaco estrechamente relacionado es un agente liberador de serotonina (SRA), un ejemplo del cual es la fenfluramina .

## Comparación de SRI

### Perfiles de unión
| Medicamento        | SERT | NET  | DAT   |
| ------------------ | ---- | ---- | ----- |
| Citalopram         | 1.16 | 4070 | 28100 |
| Desmetilcitalopram | 3.6  | 1820 | 18300 |
| Escitalopram       | 1.1  | 7841 | 27410 |
| femoxetina         | 11.0 | 760  | 2050  |
| fluoxetina         | 0.81 | 240  | 3600  |
| fluvoxamina        | 2.2  | 1300 | 9200  |
| norfluoxetina      | 1.47 | 1426 | 420   |
| paroxetina         | 0.13 | 40   | 490   |
| sertralina         | 0.29 | 420  | 25    |
| Desmetilsertralina | 3.0  | 390  | 129   |
| zimelidina         | 152  | 9400 | 11700 |
| Levomilnaciprán    | 19.0 | 10.5 | ND    |
| venlafaxina        | 8.9  | 1060 | 9300  |
| Vilazodona         | 1.6  | ND   | ND    |
| Vortioxetina       | 5.4  | ND   | ND    |
| amitriptilina      | 4.30 | 35   | 3250  |
| clomipramina       | 0.28 | 38   | 2190  |
| imipramina         | 1.40 | 37   | 8500  |

### Ocupación SERT
| Medication   | Dosage range (mg/day) | ~80% SERT occupancy (mg/day) | Ratio (dosage / 80% occupancy) |
| ------------ | --------------------- | ---------------------------- | ------------------------------ |
| Citalopram   | 20–40                 | 40                           | 0.5–1                          |
| Escitalopram | 10–20                 | 10                           | 1–2                            |
| Fluoxetine   | 20–80                 | 20                           | 1–4                            |
| Fluvoxamine  | 50–350                | 70                           | 0.71–5                         |
| Paroxetine   | 10–60                 | 20                           | 0.5–3                          |
| Sertraline   | 25–200                | 50                           | 0.5–4                          |
| Duloxetine   | 20–120                | 30                           | 0.67–2                         |
| Venlafaxine  | 75–375                | 75                           | 1–5                            |
| Clomipramine | 50–250                | 10                           | 5–25                           |

## Lista de SRI selectivos de SERT
Existen muchos SRI, una variedad de los cuales se enumeran a continuación. Solo los SRI selectivos para SERT sobre los otros transportadores de monoamina (MAT) se enumeran a continuación. Para obtener una lista de los SRI que actúan en múltiples MAT, consulte otras páginas sobre inhibidores de la recaptación de monoaminas, como SNRI y SNDRI .

### Inhibidores selectivos de la recaptación de serotonina (ISRS)

#### Comercializados
- Citalopram (Celexa)
- Dapoxetina (Priligy)
- Escitalopram (Lexapro, Cipralex)
- Fluoxetina (Prozac)
- Fluvoxamina (Luvox)
- Paroxetina (Paxil, Seroxat)
- Sertralina (Zoloft, Lustral)

#### Descontinuados
- Indalpina (Upstene)
- Zimelidina (Normud, Zelmid)

#### Nunca comercializados
- Alaproclato (GEA-654)
- Cericlamina (JO-1017)
- Desmetilcitalopram
- didesmetilcitalopram
- Femoxetina (FG-4963; Malexil)
- Ifoxetina (CGP-15,210-G)
- Omiloxetina
- Panuramina (WY-26,002)
- Pirandamina (AY-23,713)
- RTI-353
- Seproxetina (( S )-norfluoxetina)

### Inhibidores duales de la recaptación de serotonina y moduladores de los receptores de serotonina

#### Comercializados
- Trazodona (Desyrel)
- Vilazodona (Viibryd)
- Vortioxetina (Trintellix)

#### Nunca comercializados
- Cianopramina (Ro 11-2465)
- Litoxetina (SL-810,385)
- Lubazodona (YM-992, YM-35,995)
- SB-649,915

### Inhibición de la recaptación de serotonina como efecto secundario más débil o no deseados

#### Comercializados
- Dextrometorfano (DXM; Robitussin)[7]
- Dextropropoxifeno (Darvon)[8]
- Dimenhidrinato (Dramamina)
- Difenhidramina (Benadryl)[9]
- Mepiramina (pirilamina) (Anthisan)[9]
- Mifepristona (Korlym, Mifeprex)[10]

#### Nunca comercializados
- Delucemine (también un antagonista de NMDA )
- Mesembrenona (también un inhibidor débil de la PDE4 (que se encuentra en Sceletium tortuosum (kanna))
- Mesembrina (también un inhibidor débil de la PDE4 (que se encuentra en Sceletium tortuosum (kanna))[11]
- Roxindole (EMD-49,980) (también un agonista del receptor similar a 5-HT 1A y D <sub id="mwAYo">2</sub> )